# Rue Potagère
La rue Potagère (en néerlandais : Warmoesstraat) est une rue bruxelloise qui commence sur la commune de Saint-Josse-ten-Noode au carrefour de la rue de Bériot et de la rue de l'Alliance et qui se termine sur la commune de Schaerbeek rue Philomène en passant par la rue Saint-Alphonse, la rue de l'Union, la rue Van Bemmel, la rue du Chalet, la rue Traversière, la place François Bossuet, la rue Tiberghien et la rue du Moulin.
La numérotation des habitations va de 7 à 195 pour le côté impair et de 2 à 174 pour le côté pair.
Cette rue fait référence aux nombreux jardins potagers que comptait Schaerbeek à l'époque. Au XIVe siècle déjà, les maraîchers de Schaerbeek et de Saint-Josse-ten-Noode faisaient partie des guildes bruxelloises.

## Adresses notables
à Saint-Josse-ten-Noode :

- no 9A : Centre Familial Saint-Josse
- no 52 : Académie des beaux-arts de Saint-Josse-ten-Noode
- no 66 : maison où habita le peintre Jean De la Hoese
- no 79 : Ancien couvent avec cloître des Filles de François de Sales, actuellement Communauté Béthel, dépendant de la Congrégation des Dominicaines missionnaires de Notre-Dame-de-Fichermont
- no 117 : Mûrier noir (Morus nigra), classé comme monument protégé le 22 décembre 2005[1]
- no 119 : JADE Belgium – Fédération belge des Junior-Entreprises
- no 132 : maison où habita le peintre Pierre Nisot
- no 136 : maison où habita le compositeur Albert Dupuis
- no 150 : maison personnelle de l'architecte Michel Mayeres, construite en 1904 dans le style Art nouveau, classée comme monument protégé le 12 mars 1998[1]

## Événement notable
La fête annuelle de quartier est organisée en juin par le Comité de quartier Potamoes (tronçon entre la rue du Moulin et la rue Philomène).

## Police de proximité
La rue Potagère dépend depuis mai 2002 du quartier 3 du commissariat 4 de la Zone de police Polbruno. Ce quartier inclut des rues et tronçons de rues à Saint-Josse-ten-Noode et à Schaerbeek. Avant la mise en place effective de la zone de police, les numéros pairs faisaient partie du quartier 3 et les impairs du quartier 4 de la Police communale de Saint-Josse-ten-Noode.